# Kolomna
Kolomna (in russo Коломна?) è una città della Russia nell'oblast' di Mosca, 113 km a sudest dalla capitale; fino al 2017 era capoluogo del distretto omonimo.
Fondata nel 1177, ottenne lo status di città nel 1781, dall'allora zarina Caterina II; venne rasa al suolo dai Mongoli nel 1525.
La città è servita da una stazione sulla linea ferroviaria Mosca-Rjazan'.

## Società

### Evoluzione demografica
Fonte: mojgorod.ru
- 1897: 21.000
- 1926: 35.000
- 1939: 85.000
- 1959: 118.000
- 1979: 147.300
- 1989: 161.900
- 2002: 150.129
- 2007: 147.900